# The Flamin' Groovies
The Flamin' Groovies was een in 1965 in San Francisco opgerichte Amerikaanse rockband.

## Bezetting
Oprichters
- Roy Loney (zang, gitaar, mondharmonica)
- Cyril Jordan (gitaar, zang)
- Tim Lynch (gitaar)
- Danny Mihm (drums)
- George Alexander (basgitaar)

Huidige bezetting
- Cyril Jordan (gitaar, zang)
- Chris Wilson (zang, gitaar)
- George Alexander (basgitaar)
- Victor Penalosa (drums, sinds 2013)

Voormalige leden
- Dave Wright (drums)
- Michael Wilhelm (gitaar, zang)
- Paul Zahl (drums)
- Jack Johnson (gitaar, zang)
- Ron Greco (drums)
- James Farrell (gitaar)

## Geschiedenis

### De oprichtingsjaren
The Flamin' Grovies kwamen in 1966 voort uit de restanten van de surfbands Chosen Few en Lost and Found. De oorspronkelijke bezetting bestond uit Ron Loney, Cyril Jordan, Tim Lynch, George Alexander en Danny Mihm. Het kwintet wisselde naar een repertoire, dat bestond uit eigen materiaal en coverversies en speelde zich vlijtig door het Californische clubcircuit. Na de zelf geproduceerde mini-lp Sneakers (1968) volgde uiteindelijk na een lange zoektocht een platencontract bij Epic Records. Het eerste resultaat van dit partnerschap was het album Supersnazz (1969), geproduceerd met een minimaal budget en vooral met enthousiasme ontvangen door de radiopresentatoren in en rondom San Francisco. De verkoopcijfers waren, mede door de oppervlakkige promotie, matig.
In hetzelfde jaar trad de band meerdere keren op in het Fillmore West in San Francisco, deels samen met bands als The Grateful Dead en The Stooges. In 1970 en 1971 volgden met Flamingo en Teenage Head twee verdere albums bij Kama Sutra Records, die hetzelfde lot als hun voorganger Supersnazz beschoren waren. Critici toonden zich zeer aangedaan van de songs, die qua tekst een onbezorgd, vrijpostig leefsentiment overbrachten, maar ieder commercieel succes misten. Met de toentertijd overheersende psychedelische rock had de band niets gemeen, maar speelde een onbekommerde garagerock.
Tijdens de opnamen van Teenage Head ontsloeg de band hun leadgitarist Lynch wegens drugsproblemen en verving hem door James Farrell. In 1972 verliet ook de charismatische frontman Loney de band en begon een (mislukte) solocarrière. Zijn vervanger werd Chris Wilson, die kwam van de band Loose Gravel. De beknopte anti-drugs-song Slow Death verscheen kort na Loneys afscheid en beëindigde het eerste hoofdstuk van de bandgeschiedenis. Loney overleed op 73-jarige leeftijd in december 2019.

### De powerpop-jaren
Met Wilson aan zijn zijde ontdekte Jordan, die voorheen met Loney het materiaal van de band schreef, zijn passie voor glasheldere, gitaargedreven en melodische popmuziek. Het duurde echter nog tot 1976, tot de band weer in de openbaarheid verscheen. Met Dave Wright als nieuwe drummer namen The Flamin' Groovies in Londen de door Dave Edmunds geproduceerde lp Shake Some Action op, die hun bekendste werk zou worden. Ze bevatte songs als You Tore Me Down, I Can't Hide en de titelsong, die zich qua opbouw sterk oriënteerden aan de klassieke popsong van de jaren 1960 en hoogmelodisch gitaarwerk met tweestemmige zang verbond. 
Een aansluitende Europese tournee met meer dan 250 concerten werd een triomftocht voor The Flamin' Groovies, maar droeg echter niets bij aan de nog steeds behoeftige verkopen van het actuele album. Tot het tijdstip van het uitbrengen van Shake Some Action was in Europa net de punkrock in opmars en dat bemoeilijkte de band om voet aan de grond te krijgen. Na een verdere mutatie (Michael Wilhelm verving James Farrell) en een laatste poging om een vervolgalbum te produceren (Jumpin' In The Night, 1979), verdween de band uit het publieke blikveld.

### De jaren 1980
Ook tijdens de jaren 1980 waren er verder Groovies-publicaties, die steeds nog de oude voorliefdes aanhielden en geen enkele grote indruk meer maakten. De creatieve kern begrensde zich alleen nog tot de beide oprichtingsleden Jordan en Alexander, die speelden met wisselende medemuzikanten. Terwijl hen geen opmerkzaamheid meer werd geboden, namen actuele bands als Family 5, Yo La Tengo, de Hoodoo Gurus en ook R.E.M. de oude stijl van de Groovies over en pasten deze aan met de nodige modernisering. Begin jaren 1990 werd de band uiteindelijk vooreerst ontbonden. In 2013 werd de band opnieuw geformeerd en in 2017 verscheen een verder studioalbum.

## Discografie

### Albums
- 1968: Sneakers
- 1969: Supersnazz
- 1970: Flamingo
- 1971: Teenage Head
- 1976: Shake Some Action
- 1978: The Flamin' Groovies Now!
- 1979: Jumpin' in the Night
- 1987: One Night Stand
- 1992: Rock Juice
- 2017: Fantastic Plastic